# Schiffer János
Schiffer János (Budapest, 1948. november 26. –) jogász, várospolitikus, országgyűlési képviselő, főpolgármester-helyettes.

## Családja
Édesapja Schiffer Pál újságíró, országgyűlési képviselő, nagykövet, édesanyja Schifferné Szakasits Klára textiltervező, emlékiratíró. Nagyapja Szakasits Árpád szociáldemokrata politikus, köztársasági elnök. Testvérei: Schiffer Pál (1939–2001) filmrendező, Schiffer Péter banktisztviselő (1943), Schiffer Ferenc (1944–1982) újságíró, Schiffer Anna szerkesztő (1946). Schiffer András LMP-s politikus nagybátyja. Felesége dr. Simich Rita testnevelő tanár, két gyermekük Márton (1989) és Ferenc (1994).

## Pályafutása

### Tanulmányai, munkahelyek
Az elemi iskolát részben Debrecenben, részben Budapesten és Bernben végezte. 1967-ben érettségizett a Kossuth Zsuzsanna Gimnáziumban. 1968-tól egy évig nevelőintézeti gyermekfelügyelő volt. 1968–1969 között Kalocsán teljesített sorkatonai szolgálatot.
1974-ben az ELTE Állam- és Jogtudományi Karán szerzett diplomát. 1975-ben hallgatója volt a Bécsi Egyetem nemzetközi ismeretek szakának. Pályáját az Országos Közművelődési Tanács titkárságán kezdte: főelőadó, majd 1978–1986 között osztályvezető. 1986-tól a Művelődési Minisztérium Közművelődési Főosztályának osztályvezetője. 1989-től 1990-ig a Magyar Kulturális Kamara választmányi tagja, 1990 óta a Támasz Alapítvány elnöke.
1979–1989 között az MSZMP tagja volt. 1980-tól 10 éven keresztül tanácstagként tevékenykedett a Budapest II. kerületi, ill. a Fővárosi Tanácsnál.

### Politikai pályafutása
Megalakulásakor, 1989-ben lépett be a Magyar Szocialista Pártba. 1991-től az MSZP országos választmányi tagja volt.
1990-től 1998-ig az MSZP budapesti listáján országgyűlési képviselő. 1994-től a Fővárosi Közgyűlés tagja, ill. 1994–2006 között (a Demszky-érában) az MSZP budapesti főpolgármester-helyettese (oktatási-kulturális téren). 2006–2010 között újból országgyűlési képviselő.
1991-től 1994-ig az Országgyűlés önkormányzati, közigazgatási, belbiztonsági és rendőrségi bizottságának, 1994-től 1998-ig kulturális és sajtó-bizottságának tagja. 2001–2011 között (megszűnéséig) a Fővárosi Önkormányzat Pro Cultura Urbis Közalapítványának elnöke. 
Várospolitikusként szerepe volt a Kortárs Művészetek Háza (Trafó) létrejöttében, a Fővárosi Szabó Ervin Könyvtár rekonstrukciójában és bővítésében (1998–2001), a Zenei Könyvtár létrehozásában, a Teve utcai új fővárosi levéltár megépítésében (2002–2004), valamint a kulturális intézmények – különös tekintettel a színházak – működőképességének megtartásában, illetve a stabilabb gazdasági alapok kialakításában, továbbá a kulturális vállalkozások új típusú támogatási rendszerének megvalósításában.
A Demokratikus Koalíció Országos Tanácsának tagja. A Nácizmus Üldözötteinek Országos Egyesülete (NÜB) elnöke.

## Díjai, elismerései
- 2001 Radnóti Miklós antirasszista díj
- 2005 Széchényi Ferenc-emlékérem (Magyar Nemzeti Múzeum)[9]
- 2005 Olasz Köztársaság Érdemrendje[10]
- 2006 Magyar Köztársasági Érdemrend tisztikeresztje[11]
- 2023 Raoul Wallenberg-díj[12]